# Sam és Cat
A Sam és Cat (eredeti cím: Sam & Cat) 2013 és 2014 között vetített amerikai televíziós szitkom, melynek alkotója Dan Schneider. A főbb szerepekben Jennette McCurdy, Ariana Grande és Cameron Ocasio látható.
Amerikában a Nickelodeon mutatta be 2013. június 8-án mutatta be. Magyarországon is a Nickelodeon mutatta be 2014. február 16-án.

## Cselekmény
Miután Carly édesapjával Olaszországba költözött, Sam motorkerékpárjával bejárja a nyugati partot. A Los Angeles-i Venicebe érve tanúja lesz annak, hogy Cat-et egy szemeteskocsi hátuljába dobják, de megmenti. Barátokká válnak, és Cat meggyőzi őt, hogy legyenek szobatársak. A pénzszerzés céljából bébiszitterek lesznek.

## Szereplők

### Főszereplők
| Szereplő      | Színész          | Magyar hang        |
| ------------- | ---------------- | ------------------ |
| Sam Puckett   | Jennette McCurdy | Laudon Andrea      |
| Cat Valentine | Ariana Grande    | Bogdányi Titanilla |
| Dice Corleone | Cameron Ocasio   | Bogdán Gergő       |

### Mellékszereplők
| Szereplő | Színész              | Magyar hang            |
| -------- | -------------------- | ---------------------- |
| Nona     | Maree Cheatham       | Halász Aranka          |
| Goomer   | Zoran Korach         | Horváth-Töreki Gergely |
| Tandy    | Dan Schneider (hang) | Fellegi Lénárd         |
| Bungle   | Lisa Lillien (hang)  | Vámos Mónika           |
| Peezy B  | Kel Mitchell         | Szabó Máté             |

## Epizódok
| Évad | Évad | Epizódok | Eredeti sugárzás | Eredeti sugárzás | Magyar sugárzás a -on | Magyar sugárzás a -on | Magyar sugárzás a -en | Magyar sugárzás a -en |
| Évad | Évad | Epizódok | Évadpremier      | Évadfinálé       | Évadpremier           | Évadfinálé            | Évadpremier           | Évadfinálé            |
| ---- | ---- | -------- | ---------------- | ---------------- | --------------------- | --------------------- | --------------------- | --------------------- |
|      | 1    | 36       | 2013. június 8.  | 2014. július 17. | 2014. február 16.     | 2015. október 11.     | 2021. január 12.      | 2021. november 15.    |

## Gyártás
A Nickelodeon 2012 nyarán jelentette be, hogy új sorozatot indít Ariana Grande és Jennette McCurdy szereplésével.
A sorozatot 2013 januárjában kezdték el forgatni, az első rész az év júniusában került adásba az Egyesült Államokban.
Az utolsó epizódot 2014. július 13-án mutatták be. Aznap a Nickelodeon elkaszálta a sorozatot.